# Saima Harmaja
Saima Harmaja (8 de mayo de 1913 - 21 de abril de 1937) fue una poetisa y escritora finlandesa. Es conocida por su trágica vida y temprana muerte, reflejada en sus emotivos poemas.
A la edad de 15 años, Harmaja contrajo tuberculosis. Tras varias recaídas y épocas de mejoría murió en abril de 1937 a los 23 años de edad.
En su memoria se fundó el club literario Saima Harmaja -seura.